# Corinna natalis
Corinna natalis är en spindelart som beskrevs av Pocock 1898. Corinna natalis ingår i släktet Corinna och familjen flinkspindlar. Inga underarter finns listade i Catalogue of Life.